# Mereologia
Mereologia (da raiz Grega μέρος - compartilhar ou partes; sufixo -logia - discurso, estudo, saber) é uma área da lógica e da filosofia que estuda as relações de participação, de partes com um todo, da relação das partes dentro de um todo. O termo foi criado no início do século XX pelo filósofo e matemático Stanisław Leśniewski, para designar uma teoria particular que comporia o sistema formal com o qual ele pretendia fundamentar a lógica e a matemática. O termo assumiu um sentido mais geral, e hoje denomina qualquer teoria sobre esse tipo de relação, como também o campo de estudo em torno dela.
O interesse pelo estudo dessas relações e dos problemas filosóficas implicados acompanha a filosofia desde seu início. Assim, muitos debates metafísicos, cosmológicos e lógicos entre os pré-socráticos já continham elementos de uma teoria das relações partes-todo—a defesa eleática da uniformidade e indivisibilidade do Ser, ou a tese atomista de uma unidade indivisível subjacente formando todas as coisas. Em outras tradições filosóficas, como a filosofia chinesa, também desenvolviam tese mereológicas—como a escola Míngjiā, que aderia à uma tese pluralista, ou nos debates das escolas filosóficas do Jainismo, que giravam em torno do teses semelhantes ao atomismo. A mereologia está presente no pensamento de Platão, Aristóteles e das escolas helenísticas, como o Epicurismo e Estoicismo.
Porém, as maiores contribuições para o desenvolvimento de uma teoria formal da participação aconteceram principalmente na obra de Franz Brentano e seus alunos, como Edmund Husserl nas Investigações lógicas (1901). E foi com as publicações de Leśniewski que a mereologia ganhou seu caráter de uma teoria pura das relações de participação, apesar de sua influência ter sido inicialmente mediada por outros autores, dado o acesso restritivo ao original em polonês na perspectiva da comunidade filosófica geral.

## História
Discussões de parte e todo surgiram como proeminentes no monismo eleático, como em Parmênides e Melisso. Em resposta aos seus problemas lógicos, Platão realizou uma análise inaugural da mereologia no seu diálogo Parmênides, em que aborda sobre as relações existentes entre as subdivisões e totalidade no Um; mas são também encontradas sofisticadas teorias platônicas de parte e todo em seu Teeteto e Timeu.
Euclides, em Elementos, define um ponto como sendo aquilo que não tem partes.
É também um tópico principal na Metafísica, Física, Tópicos e Das Partes dos Animais de Aristóteles; em De Divisione e In Ciceronis Topica de Boécio; e nas discussões de ontologistas medievais e filósofos escolásticos como Garlando Computista, Pedro Abelardo, Tomás de Aquino, Raimundo Lúlio, João Duns Escoto, Walter Burley, Guilherme de Ockham e Jean Buridan. Aparece na Logica Hamburgensis (1638) de Jungius, na Dissertatio de arte combinatoria (1666) e Monadologia (1714) de Leibniz e nos escritos iniciais de Kant Gedanken (1747) e Monadologia physica (1756).
Na modernidade recente, Alfred North Whitehead foi um dos primeiros a desenvolver axiomas à teoria de partes e todos, a qual ele chamava de "teoria da extensão".

## Gosma
Em mereologia, chama-se de "gosma" (em inglês: gunk) a consideração de que as partes nunca se atomizam: "será que tudo é feito de "gosma" sem átomos—como Lewis (1991: 20) chama—que se divide para sempre em partes cada vez menores?".

Na doutrina de homeomerias ou de "tudo em tudo", Anaxágoras é por vezes interpretado como apresentando em sua teoria um caráter do tipo "gosma". Platão, no Parmênides, avança experimentos mentais de análise mereológica considerada a certo ponto do tipo "gosma", como na sua terceira dedução. Para ele, na sétima dedução, em Parmênides 164d–c, isso existiria caso se desconsiderasse a existência do "Um" e ocorressem subdivisões de partes ad infinitum: como se, ao se visualizar uma poeira infinita, cada parte pequena a princípio se apresenta com pouca definição; mas, sempre em se ampliando o olhar, suas delimitações passam a ser vistas como ilusórias, e mostra-se que, na verdade, é formada por outras partes menores, sem nunca se alcançar átomos unitários:
"Mas cada massa deles é ilimitada em número, e mesmo que você pegue o que parece ser o menor pedaço, ele muda de repente, como algo em um sonho, o que parecia ser um é visto como muitos, e em vez de muito pequeno, é visto como muito grande em comparação com as frações minúsculas dele. (...) Tais massas de outros seriam outros uns dos outros, se os outros existem e Um não existe. (...) Haverá, então, muitas massas, cada qual parecendo ser uma, mas que não é uma, se o Um não existe?"
Outros pensadores a discutirem sobre elementos lógicos que envolvem esse conceito de uma "gosma" material incluem Zenão, Aristóteles, Guilherme de Ockham, René Descartes e Alfred Tarski. As primeiras menções contemporâneas ao conceito encontram-se nos trabalhos de Alfred North Whitehead e Bertrand Russell, e posteriormente nos escritos de David Lewis.